# Herminia Ibarra
Herminia Ibarra (La Habana, Cuba, 1970) es una economista y profesora del INSEAD.

## Biografía
Nació en Cuba en 1970. Obtuvo una maestría y un doctorado en Economía por la Universidad de Yale. Enseñó durante trece años en la Harvard Business School de la Universidad de Harvard.

## Trayectoria
Profesora de Comportamiento de las Organizaciones en INSEAD, es miembro del Foro Económico Mundial Global Agenda Councils y ha sido jurado del Financial Times and McKinsey Business Book of the Year Award. Preside el Comité de Asistencia de la Escuela de Negocios de Harvard y está incluida en la lista de los 50 gurús de los negocios más influyentes del mundo.

## Publicaciones
Ibarra es una experta en el desarrollo profesional y el liderazgo. Es autora de numerosos artículos en las revistas Harvard Business Review, Administrative Science Quarterly, Academy of Management Review, Academy of Management Journal y de la Organization Science. Además, escribe con cierta frecuencia en los diarios The Wall Street Journal, Financial Times o The New York Times. Entre sus libros más recientes figuran:
- Act Like a Leader, Think Like a Leader, Harvard Business School Press, 2015.

- Working Identity: Unconventional Strategies for Reinventing Your Career, HBSP, 2003.

Dirige el Leadership Transition, un programa ejecutivo diseñado para gerentes que persiguen roles de liderazgo más amplios, el cual menciona el nivel internacional del liderazgo, la gestión del talento y la carrera profesional de las mujeres.